# Zapier
Zapier is een Amerikaans softwarebedrijf dat een online automatiseringsplatform aanbiedt om workflows te creëren tussen verschillende webapplicaties zonder dat er code nodig is. Het platform stelt individuen en bedrijven in staat om repetitieve taken te automatiseren door middel van "Zaps", die informatie tussen applicaties uitwisselen op basis van vooraf gedefinieerde triggers en acties.

## Geschiedenis
Zapier werd opgericht in 2011 door Wade Foster, Bryan Helmig en Mike Knoop in Columbia, Missouri. De oprichters wilden een oplossing ontwikkelen die het gemakkelijker zou maken om verschillende online diensten met elkaar te laten communiceren zonder dat hiervoor maatwerkontwikkeling nodig was. In 2012 werd Zapier gelanceerd via Y Combinator, een startup-incubatieprogramma, wat een investeringskapitaal van 1,2 miljoen opleverde.
Vanaf 2014 maakte Zapier winst. In 2021 waren er ruim 400 medewerkers en had het bedrijf een waarde van 5 miljard dollar.
In 2021 nam Zapier het bedrijf Makerpad over.

## Product
Zapier verbindt meer dan 6.000 applicaties met elkaar, zoals Google Sheets, Slack, Trello, Mailchimp, HubSpot, Salesforce, Asana en Notion. Gebruikers kunnen Zaps maken, die bestaan uit:
- Trigger: een gebeurtenis die een Zap activeert (bijv. "Wanneer een nieuwe e-mail binnenkomt in Gmail...").
- Actie: de taak die wordt uitgevoerd als reactie op de trigger (bijv. "...voeg een rij toe in Google Sheets").
- Multistep Zaps: meerdere acties binnen één workflow, bijvoorbeeld het automatisch opslaan van een bijlage in Google Drive en het sturen van een Slack-melding.[6]